# Waarschuwingsinstallatie dienstoverpaden
De Waarschuwingsinstallatie Dienstoverpaden (WIDO) is in Nederland een type waarschuwingsinstallatie voor de persoonlijke veiligheid van spoorwegpersoneel dat bevoegd is zich in het spoor te bevinden. 
De installatie is veelal te vinden bij stations en bestaat uit twee witte lampen op een paal. Als alle seinen naar de sporen die het dienstoverpad kruisen op rood staan, komt er normaal gesproken geen trein en branden de lampen constant. Behalve wanneer er sprake is van een Aanwijzing stoptonend sein (STS), in dat geval is er geen rijweg ingesteld maar kan alsnog een trein aankomen met maximaal 40 km/h. Als een van de seinen op veilig springt, gaan de twee lampen knipperen. Dit betekent nog niet automatisch dat er een trein aankomt, maar wel dat er een rijweg naar de WIDO is ingesteld. In beide gevallen moet men dus goed opletten.